# Jared Leto
Jared Joseph Leto (Bossier City, 26 de dezembro de 1971) é um ator, diretor, cantor e compositor norte-americano. Vocalista da banda 30 Seconds to Mars, sendo vencedor de diversos prêmios musicais, além de um Oscar pela sua interpretação em Dallas Buyers Club (2013), além de ganhar maior visibilidade da crítica especializada no papel de Harry Goldfarb em Requiem for a Dream.

## Início de vida
Jared Leto teve uma infância conturbada. Sua mãe, Constance, divorciou-se de seu pai quando Jared tinha apenas dois anos. Sua mãe se casou novamente, desta vez com um italiano, do qual ele e seu irmão Shannon Leto adquiriram o sobrenome Leto; a partir daí passaram a mudar-se constantemente, chegando a morar no Colorado, Virginia, Wyoming e até no Haiti. Seu pai logo se casou de novo e morreu em um acidente (alguns apontam que a causa da morte possa ter sido suicídio), mas Jared e Shannon tem irmãos por parte do pai. Jared teve seu primeiro emprego aos 12 anos, no qual era lavador de pratos. Foi também aos 12 anos que Jared comprou sua primeira guitarra. O primeiro instrumento que aprendeu a tocar foi um velho piano quebrado, quando ainda era criança. Constance Leto sempre incentivou a arte de seus filhos, recentemente em uma entrevista com a revista Kerrang! Jared disse "Eu cresci em um ambiente de atores, músicos, fotógrafos, artistas e pessoas diferentes teatrais" … ". Através desta atmosfera não houve quaisquer fronteiras claras e linhas retas, "Estávamos proclamando uma liberdade de criação e auto-expressão". Ele cresceu tocando e cantando rock clássico de Pink Floyd a Led Zeppelin. Jared abandonou brevemente a escola no 10° ano, depois decidiu voltar e se concentrar em sua educação no privado Flint Hill School em Oakton, Virgínia, mas formou-se Escola Preparatória de Emerson, em Washington DC, em 1989. Quando ele terminou o ensino, matriculou-se na Universidade de Artes da Filadélfia, queria ser pintor, mas desistiu no início e se transferiu para a New York School of Visual Arts, onde se formou em cinema. Em uma entrevista, Leto disse que estava em dúvida se seria pintor ou um traficante, pois quando adolescente tinha muitos problemas com drogas.

## Carreira

### Música

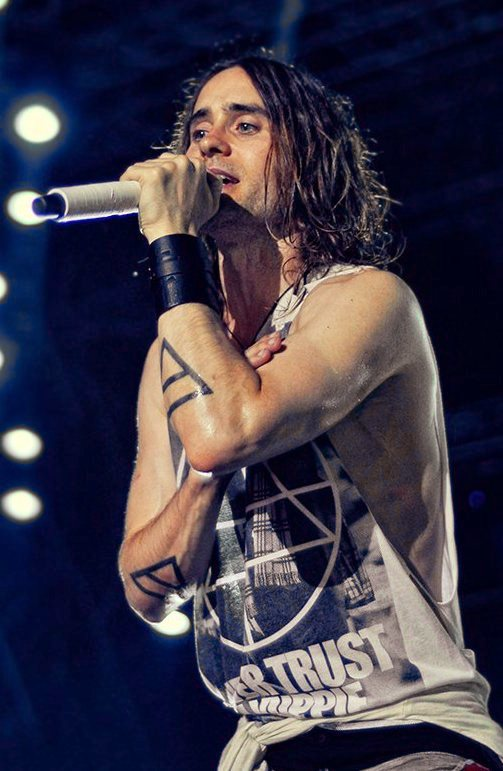
Jared Leto em 2013.

Em 2002 Jared lançou nacionalmente o primeiro álbum da sua banda "30 Seconds To Mars". A banda chegou a dar concertos em todo território nacional, Canadá e Inglaterra para promover o álbum.
Em 2005 lançaram "A Beautiful Lie" (no Brasil em 2007) que foi um sucesso de vendas. Em 2006 a banda de Jared foi nomeada para o VMA de melhor videoclipe de Rock com o The Kill, junto de bandas como Red Hot Chili Peppers e Green Day, mas a grande vencedora foi a banda AFI.
O 30 Seconds to Mars também recebeu indicações para melhor videoclipe do MTV2 Awards, vídeo inspirado no filme e Príncipe das Trevas no Fuse Chainsaw Awards. A banda saiu vencedora em todas as categorias batendo nomes de peso como Franz Ferdinand, Fall Out Boy, My Chemical Romance e AFI
Também em 2008, sua banda 30 Seconds to Mars foi nomeada para a categoria de Best Rock Band com A Beautiful Lie e para Best Video Star, também com A Beautiful Llie, do qual a banda saiu vencedora e levou esses dois prêmios para casa.
Em 2009 lançaram o CD "This is War" (Isto é Guerra), o terceiro álbum gravado em estúdio da banda, que foi lançado no dia 8 de dezembro de 2009. This Is War foi o primeiro álbum gravado em estúdio em quatro anos desde A Beautiful Lie, lançado em 2005.
Em 2010 a banda foi indicada em duas categorias do VMA - Video Music Award (MTV); Melhor Videoclipe de Rock e Melhor Videoclipe do Ano. Apesar de não acreditarem que levariam o prêmio - segundo o próprio vocalista declarou em entrevista no programa Chelsea Lately - a banda garantiu o troféu na primeira categoria pelo clip "Kings and Queens". Já o prêmio de Melhor Video Clip do Ano ficou com Lady Gaga.
Também em 2010 a banda levou o prêmio no EMA - Europe Music Award (MTV); como Melhor Rock, concorrendo com várias bandas, entre elas Kings Of Leon, Muse e Linkin Park.
Em 2011 mais uma vez a banda foi indicada ao EMA nas Categorias, Maiores Fãs, Melhor Alternativo e Melhor Show World Stage, vencendo nas Categorias Melhor alternativo e Melhor Show World Stage.
Em maio de 2013 o 30 Seconds To Mars lança seu quarto álbum de estúdio intitulado Love Lust Faith + Dreams, o álbum debutou no Top 10 de 18 países em sua semana de lançamento, chegando ao número #6 Da Billboard Hot 100, o primeiro single escolhido foi Up in The Air a música foi lançada ao espaço para seu lançamento em uma cápsula do ônibus espacial da Nasa. O Clipe da música concorreu em 3 categorias do VMA 2013, Melhor Vídeo de Rock, Melhor direção de Arte e Melhor Cinematografia, contudo venceu na categoria "Melhor Video De Rock.
No mesmo ano a banda recebeu 3 indicações ao EMA 2013, Melhor Alternativo, Melhores Fãs e Vídeo do Ano com Up In The Air, vencendo na categoria "Melhor Banda Alternativa.
Ainda em 2013, o site Google revelou que a Love, Lust, Faith and Dreams Tour, turnê atual da banda foi a mais procurada do ano no site nos Estados Unidos.
Em 2015, Leto foi exposto publicamente em um vídeo insultando rudemente a cantora Taylor Swift, no ano seguinte Leto perdeu seu processo contra o programa de televisão TMZ que exibiu o material.

#### Discografia
30 Seconds To Mars
- 30 Seconds to Mars (2002)
- A Beautiful Lie (2005)
- This Is War (2009)
- Love, Lust, Faith and Dreams (2013)
- América  (2018)

### Cinema
Além de músico, Jared trabalha com atuação. Em 1992 mudou-se para Los Angeles procurando a vida de ator, sem dinheiro nenhum, chegando a morar num abrigo. Conseguiu papéis pequenos em dois episódios da série "Camp Wilder" e, dois anos depois, conseguiu o papel de Jordan Catalano na série "My So-Called Life" - no Brasil conhecida como "Minha Vida de Cão" (Multishow) onde interpretava o objecto de desejo da atriz Claire Danes. A partir daí Jared passou a ser conhecido nacionalmente. A série foi cancelada no final da primeira temporada. Em 1995, Leto iniciou a sua carreira cinematográfica. O primeiro filme que participou foi How to Make an American Quilt, no qual faz um papel pequeno, mas de grande importância no filme. Em 1996, Jared ganhou relevância e atuou como protagonista em Cool and the Crazy e The Last of the High Kings.
Em 1998, ele participou no filme Urban Legend, no qual fazia um dos papéis principais. Mas Jared passou a ser conhecido pelo filme Requiem for a Dream (2000), em que interpreta Harry, um jovem viciado em drogas que tem a sua vida revolucionada pelo uso de substâncias. O papel fez Jared perder 20 quilos, o que prejudicou bastante a sua saúde
Em 1999 Jared participou do filme Fight Club no papel de Angel Face, um dos participantes do Clube da luta, o qual apanha muito do ator principal (Edward Norton) em uma luta até ficar com o rosto desfigurado.
Em 2002 integrou o elenco do filme "O Quarto Do Pânico" (Panic Room), ao lado de nomes como Jodie Foster, Forest Whitaker e Kristen Stewart, onde interpretava ao lado destes um dos papéis destaques do filme. Seu personagem era Junior, um dos assaltantes que invadem a nova casa de Meg (Jodie Foster) e Sara (Kristen Stewart), que se refugiam dentro de um quarto feito justamente para esse tipo de situação para se protegerem e de lá tentam desesperadamente pedir por socorro.
Mas foi em Alexander, 2004, que Jared encarou um desafio: o de interpretar Hephaestion, o par amoroso de Alexandre, interpretado por Colin Farrell. Em 2005, contracenou com Nicolas Cage no filme Lord of War, no qual desempenha o papel de Vitaly Orlov, um dos personagens principais da trama.
Em 2007, interpretou o assassino de John Lennon, Mark Chapman em "Chapter 27". Jared ganhou quase 30 quilos para interpretá-lo, mas recuperou seu peso normal em semanas. Entretanto, o sacrifício rendeu-lhe problema, adquirindo gota, tendo que muitas vezes usar cadeiras de rodas por causa de dores.
Em 2009, estrelou Mr. Nobody, onde interpretou o protagonista Nemo Nobody. O filme se seguiu a quatro anos longe das telas, com Leto se dedicando à música. Seu regresso ao cinema se deu em 2013 com Dallas Buyers Club, no papel de Rayon, uma transexual portadora do vírus do HIV. A interpretação de Leto rendeu-lhe o Oscar de Melhor Ator Coadjuvante, o Globo de Ouro de Melhor Ator Coadjuvante e o SAG Award de Melhor Ator Coadjuvante, em 2014.
Em 2014 foi escalado para ser o novo Coringa no cinema, após o personagem ter sido interpretado por Cesar Romero, Jack Nicholson e Heath Ledger.
Em 2017, lançou a sequência Blade Runner 2049, como Wallace, o antagonista criador de replicantes.
Em 2018, Jared Leto participa do filme Dívida Perigosa (The Outsider), produzido pela Netflix. No filme, Leto interpreta o personagem Nick Lowell, um imigrante americano que se refugia no Japão após a II Guerra e, após ajudar a fuga da prisão de um membro da Yakuza, é acolhido por sua família. O filme, ao contrário do esperado, não recebeu boas críticas.

## Prêmios e indicações

### Oscar
| Ano  | Categoria               | Filme              | Resultado |
| ---- | ----------------------- | ------------------ | --------- |
| 2014 | Melhor Ator Coadjuvante | Dallas Buyers Club | Venceu    |

### Globo de Ouro
| Ano  | Categoria                         | Filme              | Resultado |
| ---- | --------------------------------- | ------------------ | --------- |
| 2014 | Melhor Ator Coadjuvante em Cinema | Dallas Buyers Club | Venceu    |
| 2021 | Melhor Ator Coadjuvante em Cinema | The Little Things  | Indicado  |

### SAG Awards
| Ano  | Categoria               | Filme              | Resultado |
| ---- | ----------------------- | ------------------ | --------- |
| 2014 | Melhor Elenco em Cinema | Dallas Buyers Club | Indicado  |
| 2014 | Melhor Ator Coadjuvante | Dallas Buyers Club | Venceu    |
| 2021 | Melhor Ator Coadjuvante | The Little Things  | Indicado  |
| 2022 | Melhor Ator Coadjuvante | House of Gucci     | Indicado  |
| 2022 | Melhor Elenco em Cinema | House of Gucci     | Indicado  |

### Critics' Choice Awards
| Ano  | Categoria               | Filme              | Resultado |
| ---- | ----------------------- | ------------------ | --------- |
| 2014 | Melhor Ator Coadjuvante | Dallas Buyers Club | Venceu    |
| 2022 | Melhor Ator Coadjuvante | House of Gucci     | Indicado  |

### Satellite Award
| Ano  | Categoria                         | Filme              | Resultado |
| ---- | --------------------------------- | ------------------ | --------- |
| 2014 | Melhor Ator Coadjuvante em Cinema | Dallas Buyers Club | Venceu    |
| 2022 | Melhor Ator Coadjuvante em Cinema | House of Gucci     | Indicado  |

### Independent Spirit Awards
| Ano  | Categoria               | Filme              | Resultado |
| ---- | ----------------------- | ------------------ | --------- |
| 2014 | Melhor Ator coadjuvante | Dallas Buyers Club | Venceu    |